# Willemijn Aerdts
Willemijn J. M. Aerdts (Ermelo, 21 april 1983) is een Nederlands politica en wetenschapster die sinds 13 juni 2023 namens D66 in de Eerste Kamer zit. Daarnaast is zij als docent en onderzoeker verbonden aan het Institute of Security and Global Affairs op de Campus Den Haag van de Universiteit Leiden.

## Carrière

### Wetenschappelijke carrière
Aerdts behaalde haar Master aan de Universiteit Utrecht voor de studie Internationale Betrekkingen in Historisch Perspectief en haalde vervolgens een LLM voor International Public Law. Aan de Universiteit Leiden werkte zij aan haar promotie over het toezicht op de MIVD en de AIVD. In mei 2023 werd haar boek Diensten met geheimen gepubliceerd.

### Politiek
Tussen 2021 en 2023 was Aerdts de voorzitter van het Els Borstnetwerk van D66. Zij stond vervolgens op de tweede plek van de kandidatenlijst van D66 voor de Eerste Kamerverkiezingen 2023. Sinds 13 juni is zij lid van de Eerste Kamer.